# Chiesa di San Sebastiano (Castiglione d'Orcia)
La chiesa di San Sebastiano è un edificio sacro che si trova a Rocca d'Orcia, nel comune di Castiglione d'Orcia.

## Descrizione
La chiesa è ad una sola navata e ha un'insolita facciata che presenta un coronamento mistilineo del XVII secolo, ma anche elementi più antichi nelle decorazioni delle mensole del portale. Sull'altare maggiore è conservata una tela del XVII secolo raffigurante San Sebastiano martire, copia di uno stendardo del Sodoma oggi agli Uffizi di Firenze.